# Symphonie chorale de Holst
La première symphonie chorale op. 41 H155 est une œuvre pour soprano, chœurs et orchestre écrite en 1925 par Gustav Holst.
Même s'il est essentiellement connu pour ses Planètes, partition strictement symphonique écrite près d'une décennie avant sa symphonie chorale, Holst a écrit nombre d'œuvres chorales depuis ses débuts. Sa première symphonie chorale, classiquement appelée ainsi, n'est cependant pas bien dénommé puisqu'il n' y en a pas eu de suivante.
Il s'agit d'une commande pour le festival de Leeds (qui avait déjà fait la première d'une autre œuvre de Holst deux ans plus tôt) et elle a été créée à ce même festival le 7 octobre 1925 sous la direction d'Albert Coates avec l'orchestre symphonique de Londres et Dorothy Silk en soliste. Le succès en a été mitigé.
Elle repose sur des textes de John Keats. Elle comporte cinq parties et son exécution demande environ cinquante minutes.
- Prélude, invocation à Pan
- Chant et bacchanales
- Ode à un vase grec
- Scherzo
- Finale